# Maqian (sockenhuvudort i Kina, Tibet Autonomous Region, lat 31,66, long 90,19)
Maqian (kinesiska: 马前, 马前乡) är en sockenhuvudort i Kina. Den ligger i den autonoma regionen Tibet, i den sydvästra delen av landet, omkring 240 kilometer norr om regionhuvudstaden Lhasa. Antalet invånare är 2 187. Befolkningen består av 1 104 kvinnor och 1 083 män. Barn under 15 år utgör 33 %, vuxna 15-64 år 61 %, och äldre över 65 år 5,0 %.
Trakten runt Maqian är nära nog obefolkad, med mindre än två invånare per kvadratkilometer. Det finns inga andra samhällen i närheten. Trakten runt Maqian består i huvudsak av gräsmarker.